# Académie de théâtre Alexandre-Zelwerowicz
 (juin 2019).
Si vous disposez d'ouvrages ou d'articles de référence ou si vous connaissez des sites web de qualité traitant du thème abordé ici, merci de compléter l'article en donnant les références utiles à sa vérifiabilité et en les liant à la section « Notes et références ».
L'Académie de théâtre Alexandre-Zelwerowicz (Akademia Teatralna im. Aleksandra Zelwerowicza w Warszawie) est un établissement public polonais d'enseignement dramatique, situé à Varsovie.

## Historique
L'Académie est issue de l'ancien Institut national d'art dramatique (Państwowy Instytut Sztuki Teatralnej, PIST) de Varsovie, créé en 1932 par les dramaturges Alexandre Zelwerowicz et Leon Schiller.
En 1945, l'école s'installe à Łódź.
De 1946 à 1996, elle porte le nom d'École nationale supérieure de théâtre (Państwowa Wyższa Szkoła Teatralna, PWST).
En 1949, Alexandre Zelwerowicz et Leon Schiller sont écartés de la direction de l'école pour des raisons pédagogiques. Le recteur nommé à la tête de l'établissement est Jan Kreczmar qui assume cette fonction jusqu'en 1967.
En 1955, à la suite du décès d'Alexandre Zelwerowicz, l'école prend le nom « École nationale supérieure de théâtre Alexandre-Zelwerowicz ».
En 1996, l'école devient une académie et prend son nom actuel.

## Enseignement
L'Académie offre des programmes de formation à temps plein, mi-temps et à distance. Les cours sont dispensés en polonais, mais certains sont également proposés en anglais ou dans d'autres langues européennes. L’académie propose des diplômes universitaires de premier cycle (licence) et de troisième cycle (doctorat). Elle offre également un programme post-universitaire pour les professionnels du théâtre qui souhaitent améliorer leurs compétences artistiques ou techniques.
La formation est dispensée par des professeurs de renommée internationale, dont certains sont membres du Théâtre national polonais.

## Recteurs depuis 1970
- 1970 - 1981 : Tadeusz Łomnicki
- 1981 - 1987 : Andrzej Łapicki
- 1987 – 1993 et 1996 – 2002 : Jan Englert
- 2002 - 2008 : Lech Śliwonik (pl)
- 2008-2016 : Andrzej Strzelecki (pl)
- depuis 2016 : Wojciech Malajkat (pl)